# Luchthaven Benguela
Luchthaven Benguela (IATA: BUG, ICAO: FNBG), ook bekend als Gen. V. Deslandes Airport, is een luchthaven bij de plaats Benguela, Angola

## Luchtvaartmaatschappijen en Bestemmingen
- Sonair - Luanda